# Rudi Vata
Naum Kove (Shkodër, 13 de fevereiro, 1969) é um ex-futebolista da Albânia.

## Títulos

### Celtic
- Taça da Escócia : 1995